# Лобаново (Кичменгско-Городецкий район)
Лобаново — деревня в Кичменгско-Городецком районе Вологодской области.
Входит в состав Кичменгского сельского поселения, с точки зрения административно-территориального деления — в Пыжугский сельсовет.
Расстояние до районного центра Кичменгского Городка по автодороге составляет 7 км. Ближайшие населённые пункты — Слобода, Подгорка, Жуково.
Население по данным переписи 2002 года — 64 человека (28 мужчин, 36 женщин). Всё население — русские.